# Хан, Шизан Мохаммед
Шизан Мохаммед Хан (англ. Sheezan Mohammed Khan, род. 9 сентября 1994, Мумбаи) — индийский актёр. Он наиболее известен как молодой Акбар/султан Мурад-мирза в «Джодха Акбар», а также как Али-Баба в «Али-Баба: Дастан-и-Кабул».

## Ранние годы
Хан родился 9 сентября 1994 года и вырос в Мумбаи. Окончил Мумбайский университет. У него есть две старшие сестры, Фалак Нааз и Шафак Нааз, обе актрисы телевидения. Хан — любитель фитнеса и домашних животных. Он часто выступает на TEDx.

## Карьера
Хан начал свою актёрскую карьеру в 2013 году с исторической драмы «Джодха Акбар».
В 2016 году он сыграл Виная Саксена в «Силсила Пьяар Ка» вместе с Шин Дасс. Затем он появился в роли принца Картикая/Ювраджа Бходжа в исторической драме «Чандра Нандини» в 2017 году и Притхви Валлабх — Итихаас Бхи, Рахасья Бхи в 2018 году.
В 2019 году он сыграл Арджуна Прию в «Таре из Сатары», и в том же году он появился в роли Рагхава в «Эк Тхи Рани Эк Тха Раван».
В феврале 2020 года он стал сниматься в Nazar 2 вместе с Шрути Шармой. Шизан заявил, что его брат вдохновил его на то, чтобы изобразить Апурву в Назаре 2. В условиях карантина и ситуации с пандемией COVID-19, несмотря на хорошие рейтинги, «Назар 2» был снят с эфира. В 2021 году Шизан снялся в роли Арьи в Павитра: Бхаросе Ка Сафар.
В последнее время он играл главную роль Али-Бабы вместе с Тунишей Шармой в телешоу Sab Ali Baba: Dastaan-E-Kabul.

## Личная жизнь
24 декабря 2022 года партнёрша Хана по фильму Туниша Шарма покончила жизнь самоубийством, повесившись в его гримерной на съёмках телесериала «Али-Баба: Дастан-и-Кабул». Шизан был арестован после того, как мать Шармы предъявила ему обвинение в доведении до самоубийства.

## Фильмография

### Телевидение
| Год             | Название                                   | Роль                 | Прим.  |
| --------------- | ------------------------------------------ | -------------------- | ------ |
| 2013            | Jodha Akbar                                | Молодой Акбар        |        |
| 2014–2015       | Jodha Akbar                                | Султан Мурад-мирза   |        |
| 2016            | Silsila Pyaar Ka                           | Винай Саксена        |        |
| 2017            | Chandra Nandini                            | Принц Картикай       |        |
| 2018            | Prithvi Vallabh — Itihaas Bhi, Rahasya Bhi | Юврадж Бходж         |        |
| 2019            | Тара из Сатары                             | Арджун Прия          | [ 31 ] |
| 2019            | Ek Thi Rani Ek Tha Raavan                  | Рагхав               | [ 18 ] |
| 2020            | Nazar 2                                    | Апурв Синдх Чаудхари | [ 32 ] |
| 2021            | Pavitra: Bharose Ka Safar                  | Арья                 | [ 33 ] |
| 2022—наст.время | Ali Baba: Dastaan-E-Kabul                  | Али-Баба             | [ 34 ] |